# Aeroportul Xuzhou Guanyin
Aeroportul Xuzhou Guanyin (IATA: XUZ, ICAO: ZSXZ) este un aeroport din Suining County⁠(d), Xuzhou, Jiangsu, Republica Populară Chineză ce deservește zona Xuzhou. Aeroportul a fost tranzitat în 2022 de 1.347.458 de pasageri. A fost deschis în 1950 și numit după zona deservită.
Situat la o altitudine de 33 m, aeroportul dispune de o singură pistă.